# Francis Ronalds

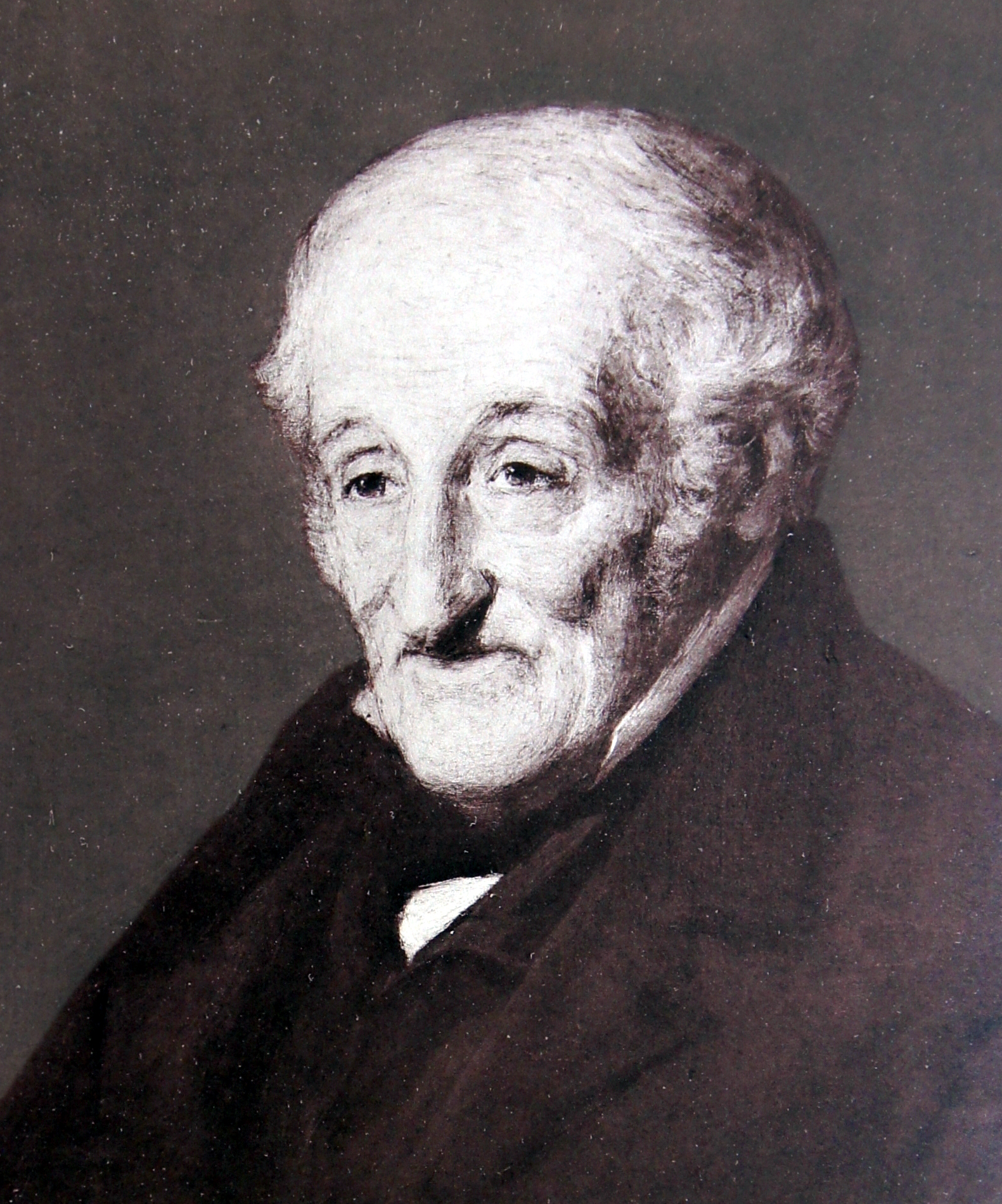
Francis Ronalds

Sir Francis Ronalds FRS (21 de fevereiro de 1788 - 8 de agosto de 1873) foi um cientista e inventor inglês e, sem dúvida, o primeiro engenheiro elétrico. Ele foi nomeado cavaleiro por criar o primeiro telégrafo elétrico em funcionamento a uma distância substancial.  Em 1816, ele colocou um fio de ferro de 13 quilômetros entre armações de madeira no jardim de sua mãe e enviou pulsos usando geradores eletrostáticos.

## Vida
Nasceu em 21 de fevereiro de 1788 provavelmente em Londres, Francis Ronalds foi o segundo dos onze filhos de Francis Ronalds (1761-1806), comerciante, e sua esposa Jane (1766-1852). Ele deixou a escola aos quinze anos. Aos 19 anos, quando seu pai morreu, sua mãe pediu que ele assumisse o negócio de queijos da família.

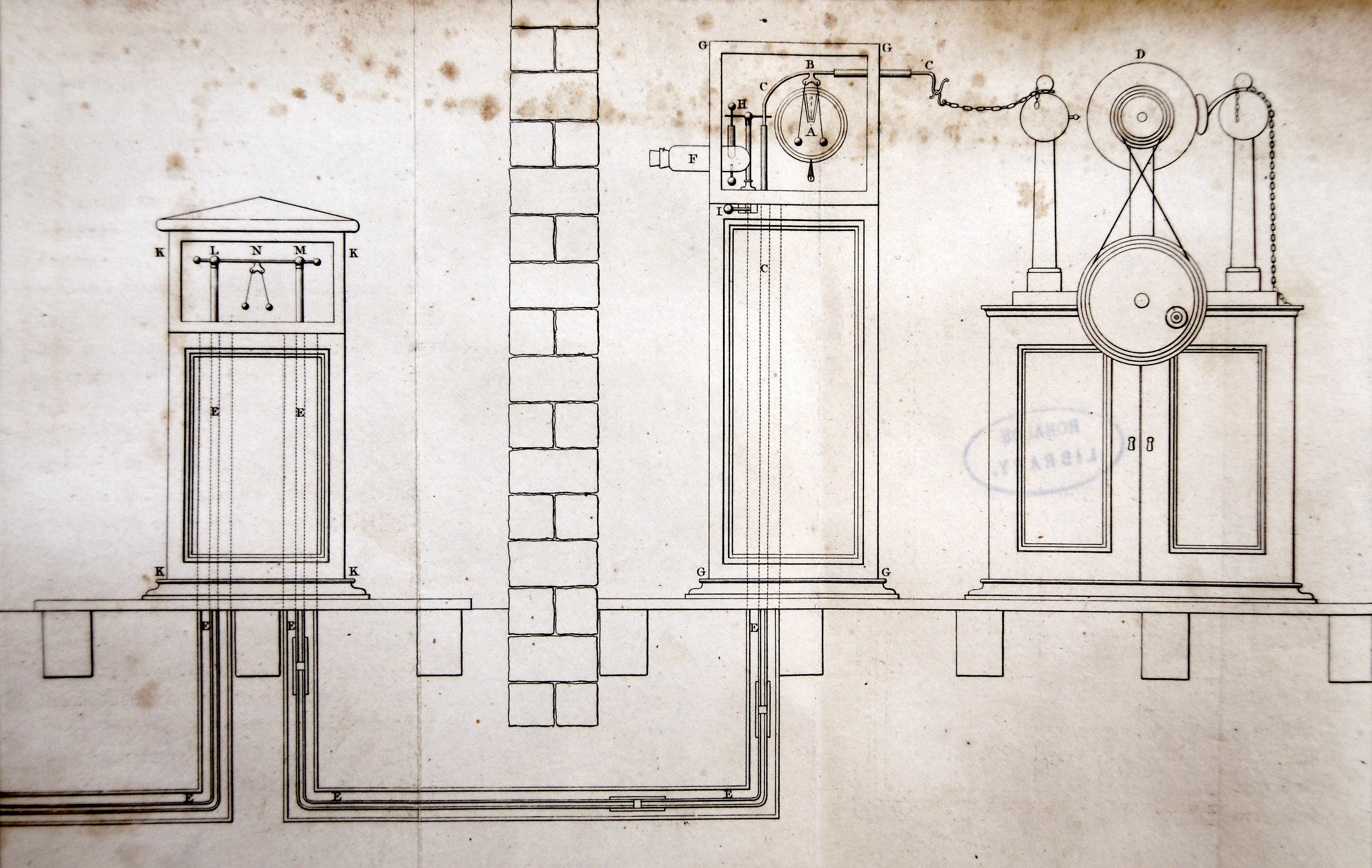
Elementos do telégrafo elétrico subterrâneo construído por Francis Ronalds em 1816

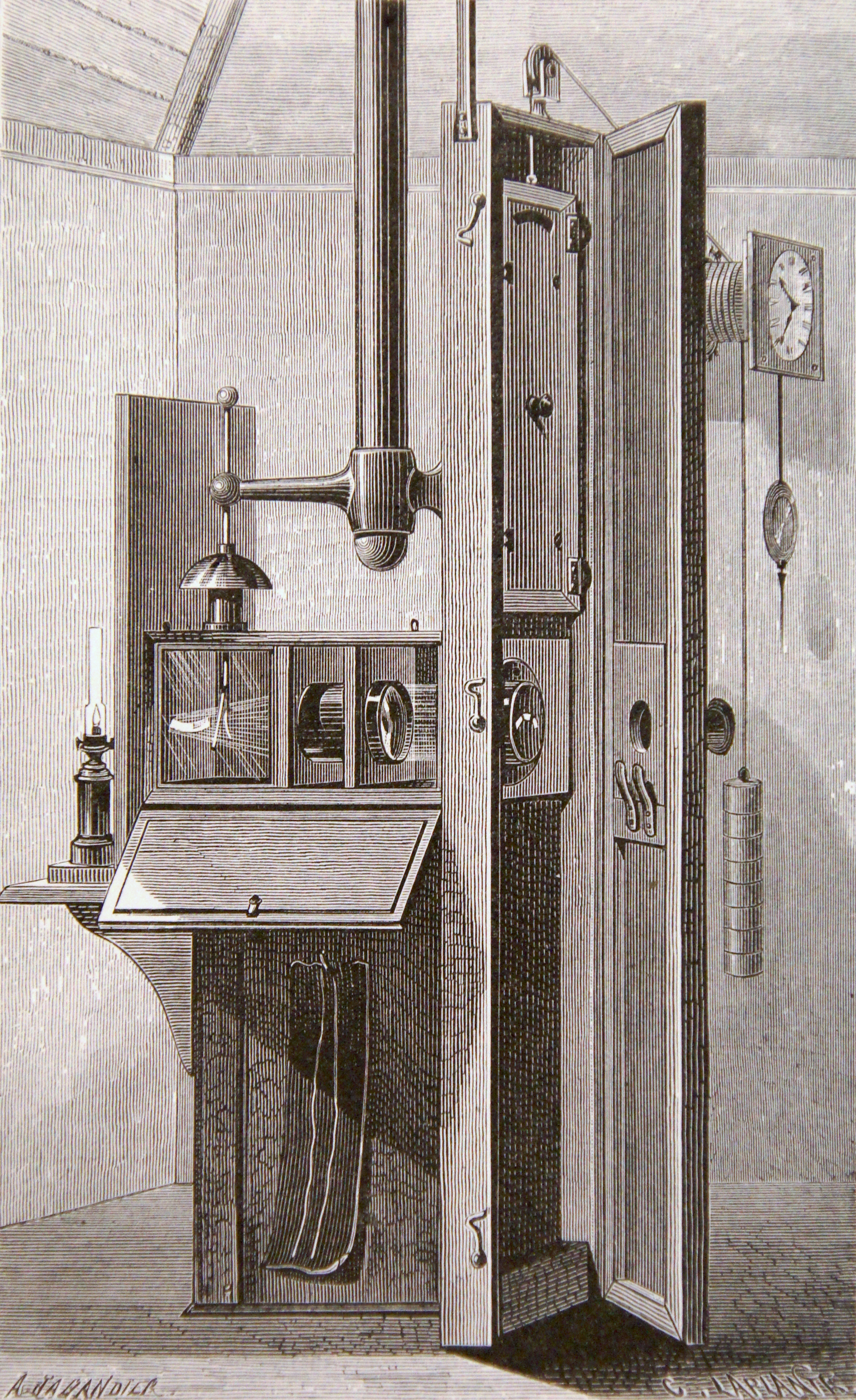
A primeira câmera bem-sucedida para fazer gravações contínuas, construída por Francis Ronalds em 1845. Este exemplo é um eletrografo que mede a eletricidade atmosférica

Fascinado desde a infância pelas aplicações práticas da ciência prática e incentivado em 1814 pelo meteorologista suíço Jean André de Luc a explorar a eletricidade, ele desenvolveu um telégrafo elétrico primitivo em 1816. Ele o experimentou enviando mensagens ao longo de um  fio de 13 km de comprimento que permite envolto em um tubo de vidro e enterrado em seu jardim em Kelmscott House (extremo oeste de Londres). Ronalds propõe seu aparato ao almirantado britânico que não se interessa e ele desiste de levar adiante sem ao menos patentear sua obra. Charles Wheatstone e William Fothergill Cooke adotou um conceito semelhante para o telégrafo de Cooke e Wheatstone, patenteou-o e popularizou-o.

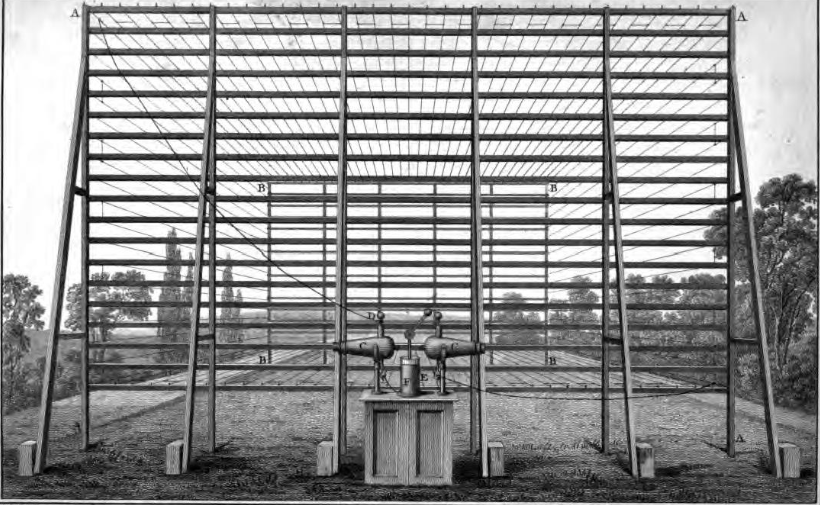
Experiência de Ronalds com oito milhas de fio de ferro

Francis Ronalds então viajou para a Europa e o Mediterrâneo para estudar ciências. Ao mesmo tempo, começa a colecionar obras. Quase 2 000 volumes e 4 000 panfletos acabariam na Biblioteca Ronalds quando ele morresse. Este foi transferido para a Instituição de Engenheiros Elétricos em 1875. Em 1843 ele se tornou diretor e superintendente do Observatório Meteorológico de Kew. Seu trabalho era configurar um sistema de registro de dados meteorológicos.
Ronalds se aposentou em 1852 e viveu confortavelmente com uma pensão por seus serviços à ciência. Ele continua a trabalhar em vários projetos, incluindo sua biblioteca e manutenção de registros. Ele morreu em Battle, Sussex, em8 de agosto de 1873.

## Notoriedade
Francis Ronalds foi eleito membro da Royal Society em fevereiro de 1844 por seu trabalho melhorando ou inventando vários instrumentos elétricos, meteorológicos e mecânicos. Ele é nomeado cavaleiro por suas contribuições para a invenção do telégrafo.